# よし川
株式会社よし川（よしかわ）は、愛知県名古屋市千種区堀割町に本社を置くレストラン経営やブライダル事業を行う企業。
名古屋市千種区覚王山の一角によし川ビレッジと呼ばれるレストラン街を経営するほか、名古屋市内に複数のレストランを展開している。また、社長の吉川幸枝は、大ぶりの宝石を身に付けた姿でテレビメディアに多数出演していることで知られる。

## 沿革
- 1974年（昭和49年）9月25日 - 株式会社よし川を設立[1]。
- 2012年（平成24年）11月1日 - よし川 エノテカが名古屋市の登録地域建造物資産第76号として登録される[3]

## 店舗
- よし川 本館（すし覚王）（寿司懐石）[1]
- よし川 別館・新別館（懐石料理）[1]
- よし川 サール[1]
- よし川 エノテカ（イタリア料理）[1]
- よし川 レトワール・ドゥ・ジェアン（フランス料理）[1]
- よし川 繭の家（懐石料理・点心料理）[1]
- よし川 エスカ店（和食料理）[1]
- Coo Coo サカエ地下店[1]
- よし川 錦店（割烹）

## 関連会社
- 株式会社大幸マンション[1]
- 株式会社三芳商事[1]
- 株式会社クーク[1]
- 株式会社レトワール・ドゥ・ジェアン[1]
- 株式会社エノテカ[1]
- 株式会社正峰商事[1]